# بنهید
بنهید (به هلندی: Baneheide) یک منطقهٔ مسکونی در هلند است که در سیمپل‌فلد واقع شده‌است. بنهید ۰٫۳۹ کیلومتر مربع مساحت و ۱۵۰ نفر جمعیت دارد.